# Ян Чарногурський

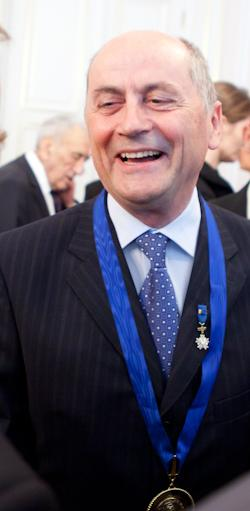
Ян Чарногурський

Ян Чарногурський (словац. Ján Čarnogurský; нар. 1 січня 1944, Братислава) — словацький юрист, політик, дисидент, діяч демократичної опозиції до 1989 року, прем'єр-міністр Словацької Республіки в складі Чехословаччини (1991–1992). З 1998 по 2002 він обіймав посаду міністра юстиції в першому кабінеті Мікулаша Дзурінди.

## Життєпис
У 1969 році закінчив юридичний факультет Карлового університету в Празі. У 1970 році він почав практику як адвокат. У 1971 році він здобув ступінь доктора права (Університет Коменського в Братиславі).
Після окупації Криму активно співпрацює з російською владою у заходах, спрямованих на легітимізацію окупації.